# Pollimyrus adspersus
Pollimyrus adspersus és una espècie de peix de nas d'elefant de la família Mormyridae present en diverses conques hidrogràfiques a l'est d'Àfrica, entre elles els rius Volta, Mono o Ouémé. És nativa de Benín, Camerun, República democràtica del Congo, Ghana, Nigèria i Togo. Pot arribar a una grandària aproximada de 8,6 cm.
Respecte a l'estat de conservació, es pot indicar que d'acord amb la UICN, aquesta espècie pot catalogar-se en la categoria «Risc mínim (LC)».